# 아르마냐크파
아르마냐크파(프랑스어: Armagnacs)는 백년전쟁 후기의 프랑스에서 부르고뉴파와 항쟁한 귀족 당파이다 1392년 샤를 6세가 정신장애를 가진 후, 오를레앙 공 루이와 부르고뉴 공 장이 실권을 잡고 상쟁(相爭)하였는데, 1407년 루이의 암살 후에도 그의 아들 샤를이 아르마냑 백작의 딸을 취처(娶妻)하여 부르고뉴 공에 대항하자 이를 아르마냐크파라 불렀다. 이 싸움에는 전(全)프랑스의 귀족·시민계급까지도 그 와중에 휩쓸려 들어갔다. 아르마냐크파는 아쟁쿠르의 싸움에서 영국군에 패한(1415) 후 몰락하기 시작, 부르고뉴 공의 암살(1419)을 계기로 완전히 북프랑스에서 세력을 잃고, 이후 비운의 왕 샤를 7세를 옹립하여 왕세자파라 불리게 되었다.

## 같이 보기
- 부르고뉴파